# Jonathan Borwein
Jonathan Michael Borwein (St. Andrews, Escócia, 20 de maio de 1951 – Londres, 2 de agosto de 2016) foi um matemático escocês.
Foi professor de matemática na Universidade de Newcastle. É conhecido por seu trabalho em associação com David Harold Bailey, defensores da matemática experimental.
Recebeu o Prêmio G. de B. Robinson de 2014.